# Swędzieniejewice
Swędzieniejewice (pronunciación en polaco: /sfɛnd͡ʑɛɲɛjɛˈvit͡sɛ/) es un pueblo ubicado en el distrito administrativo de Gmina Zapolice, dentro del condado de Zduńska Wola, Voivodato de Łódź, en el centro de Polonia. Se encuentra a unos 8 kilómetros al este de Zapolice, a 4 kilómetros al sur de Zduńska Wola, y a 42 kilómetros al suroeste de la capital regional Łódź.
El pueblo tiene una población de 269 habitantes.